# Адміністративний устрій Нововодолазького району
Адміністративний устрій Нововодолазького району — адміністративно-територіальний поділ Нововодолазького району Харківської області на 1 селищну громаду, 1 сільську громаду, 1 селищну і 5 сільських рад, які об'єднують 60 населених пунктів та підпорядковані Нововодолазькій районній раді. Адміністративний центр — смт Нова Водолага.

## Список громадНововодолазького району
| № | Назва                           | Центр             | Населені пункти | Площа км² | Місце за площею | Населення (2001), чол. | Місце за населенням |
| - | ------------------------------- | ----------------- | --- | --------- | --------------- | ---------------------- | ------------------- |
| 1 | Нововодолазька селищна громада  | смт Нова Водолага | смт Нова Водолага c. Бахметівка c. Бражники c. Брідок c. Головнівка c. Знам'янка c. Княжне c. Круглянка c. Кут c. Мануйлове c. Моськівка c. Низівка c. Нова Мерефа c. Новоселівка c. Одринка c. Ордівка c. Павлівка c. Пластунівка c. Сосонівка c. Стара Водолага c. Стулепівка c. Федорівка c. Щебетуни |           |                 |                        |                     |
| 2 | Старовірівська сільська громада | c. Старовірівка   | c. Старовірівка c. Дячківка c. Завадівка c. Караван c. Миколаївка c. Муравлинка c-ще Палатки c. Парасковія c. Раківка c. Червона Поляна |           |                 |                        |                     |

## Список радНововодолазького району
| № | Назва                       | Центр       | Населені пункти | Площа км² | Місце за площею | Населення (2001), чол. | Місце за населенням |
| - | --------------------------- | ----------- | --- | --------- | --------------- | ---------------------- | ------------------- |
| 1 | Бірківська селищна рада     | смт Бірки   | смт Бірки c. Василівське c. Гуляй Поле c. Ключеводське c. Липкуватівка                                                           |           |                 |                        |                     |
| 2 | Ватутінська сільська рада   | c. Ватутіне | c. Ватутіне c. Вільхуватка |           |                 |                        |                     |
| 3 | Охоченська сільська рада    | c. Охоче    | c. Охоче c. Клинове |           |                 |                        |                     |
| 4 | Просянська сільська рада    | c. Просяне  | c. Просяне c. Дерегівка c. Новопросянське c. Лихове                                                                              |           |                 |                        |                     |
| 5 | Рокитненська сільська рада  | c. Рокитне  | c. Рокитне c. Мокра Рокитна |           |                 |                        |                     |
| 6 | Станичненська сільська рада | c. Станичне | c. Станичне c. Білоусівка c. Винники c. Гаврилівка c. Дегтярка c. Слобожанське c. Литовки c. Ляшівка c. Москальцівка c. Печіївка |           |                 |                        |                     |

* Примітки: м. — місто, с-ще — селище, смт — селище міського типу, с. — село